# 趙理君
趙理君（1905年—1942年），四川省蒲江县人，是軍統局主要成員，其為戴笠的手下大將，與陳恭澍、沈醉和王天木被稱為軍統局「四大金剛」。

## 生平
赵理君早年曾為共产党员，早期投身武装斗争。1924年，赵理君中学毕业，在家乡当了一个小学教师。1927年，赵理君参加了广州起义，起义失败后便回家乡，继续教书。1928年任县民团局教练，兼任大足中学军事教练。同年，张希铭也到足中住教，创建中共大足地方组织，乃大足县第一个党支部，赵理君与他取得组织联系，介绍郑凌灿等人入党。在此期间赵理君入党。1930年10月，赵理君参加了铜梁地区的土桥暴动，失败后潜赴成都。1931年叛离中国共产党，后奔走南京投靠军统。1933年6月暗杀了杨杏佛。
在中国抗日战争初期，时任军统上海站行动总队长的赵理君，奉戴笠之命，刺杀了被认为向日本变节的唐绍仪。
1940年，時任军统局河南站站长的赵理君擅自殺死與自己關係不睦的国民政府豫东专员韦孝儒，最終被蔣中正下令處決。